# Puchar Świata w Biathlonie 2007/2008 – Hochfilzen 2007
Puchar Świata w Biathlonie w austriackim Hochfilzen – zawody odbyły się w dniach 7 – 9 grudnia 2007 roku. Była to druga seria zawodów w sezonie 2007/2008. Była to jedyna seria w tym państwie w tym sezonie.

## Biathloniści liderzy
Po zawodach w Kontiolahti w klasyfikacji generalnej prowadzili Niemka - Martina Glagow i Rosjanin Iwan Czeriezow i to oni będą biegać w żółtych trykotach na początku serii w Hochfilzen. Wyjątkiem jest sztafeta. Jej nie rozegrano w Finlandii, więc zwycięzcy z poprzedniego sezonu będą jeździć z numerem jeden, tj. Francja (wśród kobiet) i Rosja (wśród mężczyzn).
- Puchar Świata:  Iwan Czeriezow,  Martina Glagow
- Sprint:  Ole Einar Bjørndalen,  Martina Glagow
- Bieg pościgowy:  Iwan Czeriezow,  Tora Berger
- Sztafeta:  Rosja,  Francja

## Arena zmagań
Trasa w Hochfilzen znajduje się na wysokości około 1000 m n.p.m. W skład kompleksu narciarskiego oprócz tras biegowych występują także bufet oraz sklepy z pamiątkami dla kibiców. Komentatorzy zawodów prowadzą relacje ze specjalnie do tego przeznaczonych budynkach. Na trybunach może zasiąść ponad 10 000 osób.

## Relacje z konkursów

### Kobiety

#### Sprint
Relacja
Pierwszy start kobiet w Hochfilzen zaplanowany został jako bieg sprinterski. Na starcie stanęło 94 zawodniczki, które walczyły o awans do konkursu pościgowego. Najwcześniej z Polek wystartowała Weronika Nowakowska i choć aż trzy razy spudłowała to i tak zajęła 51. miejsce i dostała przepustkę do biegu sobotniego. Takiego szczęścia nie mała Paulina Bobak. Dwa niecelne strzały i słaby bieg spowodowały, iż tej zawodniczki nie zobaczyliśmy w sobotę. W biegu pościgowy uczestniczyć też będą Agnieszka Grzybek, która ukończyła start z pięćdziesiątym trzecim czasem, Krystyna Pałka (na mecie 43.) oraz Magdalena Gwizdoń, która zdobyła jeden punkt.
Najdłużej na prowadzeniu była Rosjanka Uljana Dienisowa. Zawodniczka z numerem startowym 3 prowadziła dopóki na metę nie wbiegły najlepsze zawodniczki. Najpierw była to Słowenka Teja Gregorin, a potem już 15 zawodniczek wyprzedziło reprezentantkę Sbornej. Ostatecznie wygrała Francuzka Sandrine Bailly, która wyprzedziła Rosjankę Jurjewą i Niemke Kati Wilhelm. Jednak zawodniczka reprezentująca kraj znad Sekwany wyprzedziła pozostałe zawodniczki wyraźną przewagą. Tylko osiem z przeciwniczek straciły mniej niż minutę do zwyciężczyni.
Liderką pozostałą Martina Glagow, lecz nad druga zawodniczką ma już tylko dziewięć punktów przewagi nad drugą Sandrine Bailly. Polki znajdują się w drugiej dziesiątce Krystyna Pałka na koncie ma 26 oczek, a Magdalena Gwizdoń 40.
Wyniki
| Lp. | Zawodniczka         | Strzelanie | Czas    | Strata  |
| --- | ------------------- | ---------- | ------- | ------- |
| 1.  | Sandrine Bailly     | 0+0        | 21:53,0 |         |
| 2.  | Jekatierina Jurjewa | 0+0        | 22:11,8 | +18,8   |
| 3.  | Kati Wilhelm        | 0+0        | 22:26,9 | +33,9   |
| 4.  | Tora Berger         | 0+1        | 22:42,1 | +49,1   |
| 5.  | Sabrina Buchholz    | 0+1        | 22:44,8 | +51,8   |
| 6.  | Andrea Henkel       | 0+3        | 22:48,0 | +55,0   |
| 7.  | Swietłana Slepcowa  | 0+0        | 22:49,7 | +56,7   |
| 8.  | Liu Xianying        | 0+1        | 22:53,0 | +1:00,0 |
| 9.  | Anna Carin Olofsson | 0+2        | 22:56,8 | +1:03,8 |
| 10. | Olga Anisimowa      | 0+0        | 22:58,0 | +1:05,0 |
| 11. | Eveli Saue          | 0+0        | 23:00,0 | +1:07,0 |
| 12. | Zdeňka Vejnarová    | 0+0        | 23:01,5 | +1:08,5 |
| 13. | Magdalena Neuner    | 0+4        | 23:01,5 | +1:08,5 |
| 14. | Daria Domraczewa    | 1+0        | 23:05,3 | +1:12,3 |
| 15. | Helena Jonsson      | 0+1        | 23:08,3 | +1:15,3 |

#### Bieg pościgowy
Relacja
Bieg pościgowy kobiet rozpoczął się o godzinie 14 czasu miejscowego (15 polskiego). Podczas zawodów dużo razy zawodniczki nie trafiały w cel. Tylko cztery z nich strąciły wszystkie tarcze.
Pierwsza wystartowała zwyciężczyni sprintu Francuzka Sandrine Bailly. Jej bardzo dobry start w biegu sprinterskim spowodował, iż pozostałym uczestniczkom konkursu było trudno ją wyprzedzić. Najwcześniej z Polek wystartowała Magdalena Gwizdoń, która wystartowała z numerem 30. Następnie wystartowały: Krystyna Pałka, Weronika Nowakowska i Agnieszka Grzybek. Najlepszą z nich okazała się Pałka, zdobywczyni dwudziestej drugiej lokaty. Jedno pudło pozbawiło ją walki o miejsce w czołowej piętnastce. Za to Gwizdoń zawiodła polskich kibiców. Dzięki bardzo niecelnemu strzelaniu, aż sześć razy musiała biegać rundy karne co spowodowało osunięcie się w klasyfikacji na trzydziestą dziewiątą pozycję. Mniej doświadczone reprezentantki tj. Grzybek i Nowakowska zajęły miejsca odpowiednio czterdziestą piątą i pięćdziesiątą piątą.
W walce o zwycięstwo liczyły się jednak najlepsze zawodniczki sprintu. Tercet Bailly Jurjewa Wilhelm ponownie nie dały szans pozostałym uczestniczkom zawodów i ponownie zajęły podium. Z tym, że wyjątkiem, iż Francuzka miała większa przewagę niż w sprincie.
Nową liderką Pucharu Świata została Sandrine Bailly, która wyprzedziła dotychczasową przodowniczkę Martinę Glagow o cztery oczka. Na trzecią pozycję awansowała Kati Wilhelm. Polki znajdują się na miejscach 27 i 28. Wyżej jest Magdalena Gwizdoń z czterdziestoma punktami. Krystyna Pałka jest 27. z 35 oczkami.
Wyniki
| Lp. | Zawodniczka          | Strzelanie | Czas    | Strata  |
| --- | -------------------- | ---------- | ------- | ------- |
| 1.  | Sandrine Bailly      | 0+0+0+1    | 31:37,7 |         |
| 2.  | Jekatierina Jurjewa  | 0+1+3+0    | 32:09,1 | +31,4   |
| 3.  | Kati Wilhelm         | 1+0+0+0    | 32:10,3 | +32,6   |
| 4.  | Magdalena Neuner     | 0+0+1+1    | 32:33,2 | +55,5   |
| 5.  | Martina Glagow       | 0+1+0+1    | 32:39,7 | +1:02,0 |
| 6.  | Anne Ingstadbjørg    | 0+0+0+0    | 32:44,6 | +1:06,9 |
| 7.  | Helena Jonsson       | 0+0+1+0    | 32:45,8 | +1:08,1 |
| 8.  | Teja Gregorin        | 0+0+1+0    | 32:49,1 | +1:11,4 |
| 9.  | Sylvie Becaert       | 0+0+0+1    | 33:07,7 | +1:30,0 |
| 10. | Andrea Henkel        | 1+0+1+2    | 33:09,0 | +1:31,3 |
| 11. | Ann Kristin Flatland | 0+1+0+0    | 33:13,0 | +1:35,3 |
| 12. | Anna Carin Olofsson  | 0+0+2+1    | 33:13,1 | +1:35,4 |
| 13. | Eveli Saue           | 0+0+1+1    | 33:14,2 | +1:36,5 |
| 14. | Liu Xianying         | 0+0+1+0    | 33:15,6 | +1:37,9 |
| 15. | Martina Halinárová   | 1+0+0+0    | 33:21,7 | +1:44,0 |

#### Sztafeta
Relacja
Pierwszy bieg sztafet w sezonie odbył się w czasie opadów śniegu co spowodowało kilku reprezentacjom kłopoty na strzelnicy. Niestety dotyczyło to też Polek, które wystąpiły w składzie: Paulina Bobak, Magdalena Gwizdoń, Krystyna Pałka i Agnieszka Grzybek.
Rywalizacja w konkursie przez cały czas była pod dyktando Niemek, które tylko na samym początku nie prowadziły, a na wszystkich punktach pomiarowych były najlepsze. Walka była więc tylko o drugą, bądź trzecią pozycję. O te lokaty walczyły Rosjanki, Białorusinki, Francuzki i Szwedki. Ostatecznie to zawodniczki Sbornej i ze Skandynawii stanęły na podium.
Statystyka
Co ciekawe najszybszą zawodniczką nie była Niemka, a Szwedka Helena Jonsson, która przebiegła dystans 6 kilometrów w 20 minut i 2:3 sekundy. Najszybciej, choć nie najcelniej Włoszki, które na strzelnicy przebywały 4 minuty i 58 sekund. Drugą pod tym względem reprezentacją była Szwecja, która dodatkowa najczęściej trafiała w czarną tarczę.
Wyniki
| Lp. | Drużyna                                                                                  | Strzelanie | Czas      | Strata  |
| --- | ---------------------------------------------------------------------------------------- | ---------- | --------- | ------- |
| 1.  | Niemcy Martina Glagow, Andrea Henkel, Simone Denkinger, Kati Wilhelm                     | 0+10       | 1:23:35,0 |         |
| 2.  | Rosja Swietłana Slepcowa, Olga Anisimowa, Tatjana Moisiejewa, Jekatierina Jurjewa        | 0+10       | 1:23:54,3 | +19,3   |
| 3.  | Szwecja Elisabeth Högberg, Anna Carin Olofsson-Zidek, Anna Maria Nilsson, Helena Jonsson | 0+5        | 1:23:55,3 | +20,3   |
| 4.  | Francja                                                                                  | 0+9        | 1:24:04,0 | +29,0   |
| 5.  | Chiny                                                                                    | 0+8        | 1:25:30,0 | +1:55,0 |
| 6.  | Norwegia                                                                                 | 1+10       | 1:25:36,8 | +2:01,8 |

### Mężczyźni

#### Sprint
Relacja
Sprint mężczyzn rozegrany został w dosyć dobrych warunkach, ale to nie oznaczało, iż zawodnicy nie mieli problemów na strzelnicy. Od czasu do czasu podwiewający wiatr powodował niedokładne trafienia zawodników. Tylko ośmiu z nich trafiali bezbłędnie.
Wśród 102 uczestników na liście startowej znalazło się tylko dwóch polskich zawodników. Jako pierwszy wystartował Tomasz Sikora, który dobrze biegał, ale pudło podczas drugiego podejścia do strzelania spowodowało, iż srebrny medalista z Turynu zajął 7. miejsce. Lokata ta jednak dawała szanse na awans na podium podczas biegu pościgowego. Drugi z naszych Krzysztof Pływaczyk uplasował się na 38 pozycji. Słaby bieg zadecydował, iż urodzony w Wałbrzychu zawodnik nie uplasował się w czołowej trzydziestce, jego strzelanie było bezbłędne.
Rywalizacja o zwycięstwo rozstrzygała się między zawodnikami z Rosji a Norwegiem o mieniu Ole Einar Bjørndalen. Skandynaw nie dał rady wszystkim zawodnikom Sbornej. Najlepszy czas na mecie osiągnął Dmitrij Jaroszenko. Było to pierwsze zwycięstwo w karierze tego zawodnika.
Na osłodę nowym liderem Pucharu Świata został właśnie Norweg, który wyprzedza tryumfatora konkursu o pięć oczek. Tomasz Sikora ma na koncie 106 punktów i utrzymał się w czołowej dziesiątce. Krzysztof Pływaczyk z 15 punktami dalej spada...
Wyniki
| Lp. | Zawodniczka          | Strzelanie | Czas    | Strata  |
| --- | -------------------- | ---------- | ------- | ------- |
| 1.  | Dmitrij Jaroszenko   | 0+1        | 23:57,8 |         |
| 2.  | Ole Einar Bjørndalen | 2+0        | 24:35,5 | +37,7   |
| 3.  | Andriej Makowiejew   | 1+1        | 24:48,8 | +51,0   |
| 4.  | Carl Johan Bergman   | 0+0        | 24:50,0 | +55,2   |
| 5.  | Iwan Czeriezow       | 2+0        | 25:00,1 | +1:02,3 |
| 6.  | Maksim Czudow        | 2+0        | 25:03,1 | +1:05,3 |
| 7.  | Tomasz Sikora        | 0+1        | 25:03,2 | +1:05,4 |
| 8.  | Andreas Birnbacher   | 0+0        | 25:07,2 | +1:09,4 |
| 9.  | Michael Greis        | 2+0        | 25:07,8 | +1:10,0 |
| 10. | Alexander Os         | 0+2        | 25:11,4 | +1:13,6 |
| 11. | Björn Ferry          | 0+1        | 25:13,3 | +1:15,5 |
| 12. | Hans Martin Gjedrem  | 0+2        | 25:15,8 | +1:18,0 |
| 13. | Emil Hegle Svendsen  | 0+2        | 25:17,2 | +1:19,4 |
| 14. | Daniel Graf          | 1+0        | 25:19,3 | +1:21,5 |
| 15. | Vincent Defrasne     | 0+1        | 25:19,5 | +1:21,7 |

#### Bieg pościgowy
Relacja
Ten bieg pościgowy był dosyć dziwnym konkursem. Najlepsi zawodnicy pudłowali aż pięć raz, ale zacznijmy od początku...
Zawody rozpoczęły się wraz ze startem zwycięzcy sprintu, którym był Dmitrij Jaroszenko. Następnie wystartował Ole Einar Bjørndalen, który mógł być chyba jedyna przeszkoda w zwycięstwie Rosjanina po raz drugi w karierze. Jako pierwszy z Polaków wystartował Tomasz Sikora, który miał realne szanse na przejście kilku zawodników i miejsce na „pudle”. drugi Krzysztof Pływaczyk zaczął bieg jako trzydziesty ósmy uczestnik zawodów.
Do pierwszego strzelania Jaroszenko mógł cieszyć się prowadzeniem, lecz jedna niezwalona tarcza spowodowała, iż Bjørndalen wyjechał ze strzelnicy jako pierwszy. Kolejne strzelania naprzemiennie wyznaczały przodownika w rywalizacji. Nawet bezbłędny wtedy Daniel Graf i Halvard Hanevold nie dali rady dwójce najlepszych tego dnia zawodników, choćby Ci nie trafili trzy razy na strzelnicy w pozycji stojącej w ostatnim podejściu. Ostatecznie to Norweg wygrał wyprzedzając Rosjanina o niecałe pół minuty. Nasz najlepszy obecnie zawodnik po słabym strzelaniu nie awansował na podium. wręcz przeciwnie spadł, aż na 24 pozycję. Krzysztof Pływaczyk za to poprawił swoją pozycję ze sprintu przechodząc pięciu rywali (awans z 38. na 35. miejsce).
Ole Einar Bjørndalen utrzymał koszulkę lidera i będzie w niej się mógł pokazać w Pokljuce. Drugi Dmitrij Jaroszenko traci do niego 9 punktów. Tomasz Sikora ze 113 oczkami zajmuje 8 lokatę. Krzysztof Pływaczyk spadł już poza czołowa czterdziestkę.
Wyniki
| Lp. | Zawodniczka          | Strzelanie | Czas    | Strata  |
| --- | -------------------- | ---------- | ------- | ------- |
| 1.  | Ole Einar Bjørndalen | 0+1+1+3    | 34:57,3 |         |
| 2.  | Dmitrij Jaroszenko   | 1+0+1+3    | 35:26,0 | +28,7   |
| 3.  | Daniel Graf          | 0+0+0+0    | 35:58,9 | +1:01,6 |
| 4.  | Halvard Hanevold     | 0+0+0+0    | 36:02,4 | +1:05,1 |
| 5.  | Carl Johan Bergman   | 1+2+0+0    | 36:04,2 | +1:06,9 |
| 6.  | Andreas Birnbacher   | 0+0+1+0    | 36:14,0 | +1:16,7 |
| 7.  | Alexander Os         | 1+1+0+1    | 36:20,6 | +1:23,3 |
| 8.  | Vincent Defrasne     | 1+0+1+1    | 36:39,8 | +1:42,5 |
| 9.  | Björn Ferry          | 0+1+1+1    | 36:47,2 | +1:49,9 |
| 10. | Michael Greis        | 1+0+1+2    | 36:48,2 | +1:50,9 |
| 11. | Simone Fourcade      | 1+0+0+0    | 36:58,2 | +2:00,9 |
| 12. | Emil Hegle Svendsen  | 1+0+2+1    | 37:00,4 | +2:03,1 |
| 13. | Iwan Czeriezow       | 3+1+0+1    | 37:01,4 | +2:04,1 |
| 14. | Daniel Mesotitsch    | 0+1+0+0    | 37:04,0 | +2:06,7 |
| 15. | Rune Brattsveen      | 1+0+1+0    | 37:05,7 | +2:08,4 |

#### Sztafeta
Relacja
Pierwszy bieg sztafet w sezonie odbył się bez Polaków! Dokuczające bóle pleców Tomasza Sikory spowodowały, iż nasza reprezentacja nie stanęła na starcie wyścigu.
Rywalizacja w konkursie była bardziej wyrównana niż w wyścigu kobiet. Na trzydziestu sześciu punktach pomiaru czasu cztery drużyny prowadziły tj. Szwajcaria, Niemcy, Rosja, Norwegia. Największą niespodzianką była wysoka pozycja Helwetów, którzy przez długi czas byli na podium. Dopiero na ostatniej zmianie zostali zepchnięci poza czołową trójkę. Walka o zwycięstwo rozstrzygnęła się praktycznie po trzeciej zmianie. Wtedy to Nikołaj Krugłow fatalnie strzelał co spowodowało dwie rundy karne i praktycznie marzenie o zwycięstwie. Ostatecznie w czołowej trójce znalazły się reprezentacje: Norwegii, Rosji i Niemiec.
Statystyka
Najszybszym zawodnikiem był startujący na drugiej zmianie w reprezentacji Rosji Maksim Czudow. Najkrócej na strzelnicy znajdowali się Norwegowie, którzy to na strzelnicy byli 4 minuty i 22 sekundy. Druga pod tym względem reprezentacją była Białoruś.
Wyniki
| Lp. | Drużyna                                                                            | Strzelanie | Czas      | Strata  |
| --- | ---------------------------------------------------------------------------------- | ---------- | --------- | ------- |
| 1.  | Norwegia Emil Hegle Svendsen, Alexander Os, Halvard Hanevold, Ole Einar Bjørndalen | 0+6        | 1:18:31,2 |         |
| 2.  | Rosja Iwan Czeriezow, Maksim Czudow, Nikołaj Krugłow, Dmitrij Jaroszenko           | 2+10       | 1:20:56,7 | +2:25,5 |
| 3.  | Niemcy Michael Rösch, Daniel Graf, Carsten Pump, Michael Greis                     | 0+9        | 1:21:27,8 | +2:56,6 |
| 4.  | Francja                                                                            | 1+11       | 1:21:47,4 | +3:16,2 |
| 5.  | Szwajcaria                                                                         | 0+8        | 1:22:04,6 | +3:33,4 |
| 6.  | Szwecja                                                                            | 3+14       | 1:22:08,5 | +3:37,3 |

## Gwiazda serii

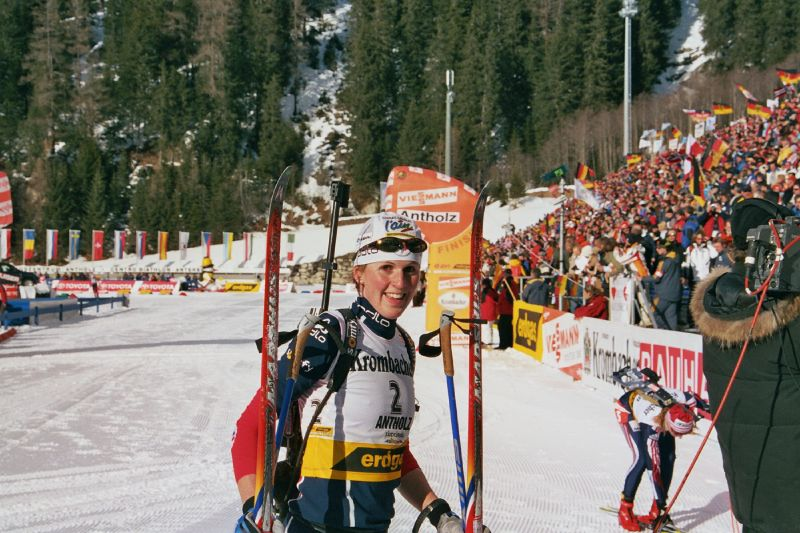
Sandrine Bailly

Najczęściej wymienianym nazwiskiem przy słowie wiktorii mówiono przy Sandrine Bailly. Francuzka wygrała obydwa konkursy indywidualne w Hochfilzen i została liderką Pucharu Świata zmieniają na tej pozycji Martinę Glagow. Tak świetne pozycje zawodniczka mieszkająca niedaleko Alp zawdzięcza nie tylko dobremu biegu, ale też dużej skuteczności w strzelaniu. Na trzydzieści wykorzystanych nabojów tylko jeden nie trafił w cel (97%). W starcie drużynowym pomogła reprezentacji wywalczyć czwarte miejsce.
więcej o Sandrine Bailly

## Ostatnia seria w ...

Herb Hochfizen

Zawody w Hochfilzen w ostatnich sezonach często znajduje się w kalendarzu pucharu świata. Tak samo było w sezonie 2006/2007, a zawody w tej miejscowości odbyły się aż dwie serie. Pierwszy raz biathloniści byli tu w dniach 8 – 10 grudnia 2006 roku. Rozegrano tu sprint, bieg pościgowy oraz rozstawny. Najlepiej wśród kobiet zaprezentowała się Andrea Henkel, która wygrała obydwa biegi indywidualne, a w sztafecie doprowadziła Niemki do drugiego stopnia podium. Wśród mężczyzn dalej zwyciężał Ole Einar Bjørndalen, który tryumfował po raz czwarty i piąty w sezonie. Drugi raz w Austrii uczestnicy Pucharu Świata byli w dniach 13 – 17 grudnia tego samego roku, czyli tydzień później. Drużynowo najlepiej wypadła reprezentacja Rosji. Rosjanie wygrali wszystkie konkurencje wśród mężczyzn (Krugłow wygrał sprint i bieg pościgowy, a sztafeta wygrała z Niemcami), a kobiety zdobyły w sztafecie drugie miejsce. Po tych zawodach nastąpiła przerwa świąteczna i najlepsi zawodnicy biegnący z karabinami nie startowali do końca roku 2006.